# Bernie Marsden
Bernard John Marsden, detto Bernie (Buckingham, 7 maggio 1951 – 24 agosto 2023), è stato un chitarrista e cantante britannico noto principalmente per la sua collaborazione con i Whitesnake. Insieme al cantante David Coverdale ha co-scritto alcuni classici del gruppo come Fool for Your Loving e Here I Go Again.

## Biografia
Iniziò a suonare con una band di Buckingham chiamata Skinny Cat nel 1970.
Nel 1971 si unì ai Wild Turkey, band formata da Glenn Cornick (ex-Jethro Tull); nonostante la sua breve permanenza registrò comunque un album.
Nel 1974 passa ai Cozy Powell's Hammers, una band formata da amici ed ex compagni dei gruppi in cui aveva militato il batterista Cozy Powell. Nel 1975 però Cozy decise di smantellare il gruppo.
Approda lo stesso anno nei Babe Ruth, band guidata dalla cantante Janita Haan, per sostituire Alan Shacklock. Incisero un album e dopo la defezione della cantante, Bernie divenne il leader del gruppo: sostituì due elementi con suoi ex compagni dei Cozy Powell's Hammers ed incise un nuovo album.
Intanto nel 1976 dalle ceneri dei Deep Purple stava nascendo una band, anche se poi non avrebbe mai avuto il successo sperato, sembrava un'ottima occasione per Bernie che raccomandato da Cozy Powell passo nei Paice Ashton Lord; dopo aver inciso un album, tuttavia, la band si sciolse. Di diversi anni successivo (1992) un live tratto da un concerto registrato dalla BBC nel 1977.
Nel 1978 rifiuta un'offerta di Paul McCartney per aggregarsi ai Wings, preferendo unirsi ai Whitesnake; dopo 7 album ed altrettanti tour mondiali lascia il gruppo nel 1982.
A questo punto forma la Bernie Marsden Band che riproponeva alcuni suoi amici che avevano militato nelle fila dei Whitesnake, compreso il cantante solista David Coverdale. Incidono un minialbum che verrà poi incluso nell'album solista di Bernie.
Nel 1982 mette in piedi un gruppo per partecipare ad alcuni festival Rock, i Bernie Marsden SOS il cui materiale inciso dal vivo verrà incluso in seguito nel suo lavoro solista.
Nel 1983 crea un altro progetto mettendo insieme il gruppo Alaska, dove fino al 1986 produce 3 album ed 1 video di 66 minuti.
A questo punto nell'autunno del 1986 si riunisce con altri 2 ex membri dei Whitesnake (Mel Galley e Neil Murray) per formare gli MGM. Il gruppo incide qualche brano e parte per un tour nel 1987 proponendo pezzi dei Whitesnake, degli Alaska ed alcune reinterpretazioni di Freddie King.
Intraprende un nuovo cammino con la The Moody Marsden Band, in pratica i due chitarristi amici da tempo alternano varie formazione dal 1991 al 2000, portando a termine 4 album dal vivo ed 1 in studio.
Nel 1995 lavorò anche con i Borderline pubblicando un album, e poi nei Green & Blues All Stars, una superband creata per un tributo a Peter Green composta da 3 chitarristi, 3 bassisti, 2 tastieristi, una base ritmica con percussionisti ed un coro.
Nell'anno seguente preferisce puntare su un progetto più vicino al suo periodo d'oro, unendosi ai Saints and Sinners, assieme ad una formazione identica a quella di quando militava nei Whitesnake (ad eccezione del cantante), suona cover vecchie e nuove del gruppo, ma il progetto sfuma quasi subito.
Dopo un breve excursus con The Hell Blues Band formati ad hoc per un Festival Blues, riprova con i The Snakes, sempre con il suo amico Moody, ottenendo un discreto successo con un album in studio e soprattutto con un travolgente album dal vivo del gennaio 1999; infine si trasformano nei The Company of Snakes dopo una fusione con il cantante dei Bad Company. Nel gruppo subentrò anche il bassista Neil Murray. Con loro Bernie propone il proprio repertorio ed alcuni brani dei Whitesnake.

## Discografia
Solista
- And About Time Too!  (1979)
- Look at Me Now (1981)
- The Friday Rock Show Sessions '81 (1992)
- Tribute to Peter Green: Green and Blues (1995)
- Big Boy Blue (2003)
- Live at the Granary (2005)
- Stacks (2005)
- Big Boy Blue... Live (2007)
- Bernie Plays Rory (2009)
- Going to My Hometown (2009)
- Ballyshannon Blues for Rory (2012)
- Shine (2014)

Con i Whitesnake
- Snakebite (1978)
- Trouble (1978)
- Lovehunter  (1979)
- Ready an' Willing  (1980)
- Live...In the Heart of the City (1980)
- Come an' Get It (1981)
- Saints & Sinners (1982)

Con gli Alaska
- Heart Of The Storm (1984)
- The Pack (1985)
- Alive (VHS) (1986)
- Live (2000)

Con i The Moody Mardsen Band
- Never Turn Our Back on the Blues (1992)

Con Micky Moody
- I Eat Them for Breakfast (2000)

Con i The Company of Snakes
- Here They Go Again (2001)
- Burst the Bubble (2002)

Con gli UFO
- Phenomenon, (1974)